# Wilhelm Konrad Hermann Müller
Wilhelm Konrad Hermann Müller (Holzminden, 27 maggio 1812 – Gottinga, 4 gennaio 1890) è stato un filologo e scrittore tedesco.

## Biografia
Dal 1830 studiò filologia e teologia presso l'Università di Gottinga come studente di Otfried Müller. Nel 1841 iniziò a lavorare come docente di lingua e letteratura tedesca a Gottinga, diventando professore associato nel gennaio 1845. Dal 1856 fino alla sua morte nel 1890, fu professore ordinario di filologia a Gottinga.

## Opere
Con Georg Schambach, fu co-autore di un libro sulle leggende e fiabe della Bassa Sassonia, intitolato "Niedersächsische Sagen und Märchen" (1855). Con Friedrich Karl Theodor Zarncke, fu redattore di un dizionario in quattro parti della lingua alto-tedesca media ("Mittelhochdeutsches Wörterbuch", 1854-1866), diretto da Georg Friedrich Benecke. Altri lavori noti associati a Müller includono:
- De Corcyræorum republica, 1835.
- Geschichte und System der altdeutschen Religion, Göttingen 1844.
- Mythologie der deutschen Heldensage, Heilbronn 1886.[3][4]